# Kaikó Takesi
Kaikó Takesi (開高 健; Hepburn: Takeshi Kaikō; Oszaka, 1930. december 30. – Kamakura, 1989. december 9.) japán író, újságíró, esszéista.
Írói álneve Kaikó Ken. Általános iskolai tanító gyermekeként született Oszakában. 1948-ban beiratkozott az Oszakai Városi Egyetem jogi karára, de gyakran hiányzott, mert alkalmi munkákat kellett vállalnia a megélhetésért. Tanulás helyett is inkább modern japán szerzőket olvasott, s már ekkor fordítani kezdte Louis Aragon és Sherwood Anderson műveit. Megismerkedett és házasságot kötött Maki Jóko költőnővel. 1953-ban megszerezte a diplomát, és Tokióba költözött, ahol egy ideig a Suntory vállalat elődjénél dolgozott a propagandaosztályon.
Ugyanebben az évben publikálta első novelláját Na no nai macsi („Névtelen város”) címmel. Figyelmet, szinte botrányt azonban egy másikkal, a Pánik-kal (Panikku, 1957) keltett, amelyben egy erdészeti alkalmazottnak kell megküzdenie a bürokráciával, a korrupcióval s a hétköznapi emberek gyávaságával, irracionalitásával. Az irodalmi elismerést Hadaka no ószama („A király meztelen”, 1957) című elbeszélése hozta meg neki (elnyerte vele az Akutagava-díjat is), amely a japán kisdiákokra nehezedő tanügyi stresszt bírálta – a jelenség azóta sem szűnő problémája a japán társadalomnak.
Legkiemelkedőbb regénye a Kagajakeru jami („Fekete ragyogás”, 1968, elnyerte a Mainicsi-díjat), amelyben egy japán újságíró első kézből számol be a vietnámi háborúban elkövetett atrocitásokról. Maga Kaikó is riporterkedett akkoriban Dél-Vietnámban, sőt a Vietkong fogságában töltött néhány hetet. Baloldali aktivistának számított, számos írásában kelt ki az amerikaiak délkelet-ázsiai politikája ellen, ezért több indokínai országban nagy népszerűségnek örvendett.
Nacu no jami („Nyári sötétség”, 1971) című regénye egy újságíró és egy Európában élő japán nő szerelmének krónikája. Egy másik regényében, az Ószakai éjszakák-ban (Nihon szanmon opera, vagyis „A japán Koldusopera”, 1959) új szót honosított meg a japán nyelvben: apacsoknak nevezte el a kukázókat, rongy- és papírgyűjtőket, s ez azóta is használatos terminus.
Kaikó Takesi a háború utáni nemzedék (dzsunszui szengo ha) egyik legkiemelkedőbb írójának számít hazájában.

## Magyarul megjelent művei
- Pánik; ford. Rácz Lajos; inː Égtájak 1980. Öt világrész elbeszélései; Európa Könyvkiadó, Bp., 1980
- Ószakai éjszakák; ford., utószó Kalmár Éva; Európa, Bp., 1984 ISBN 963-07-3314-5